# クライシスゾーン

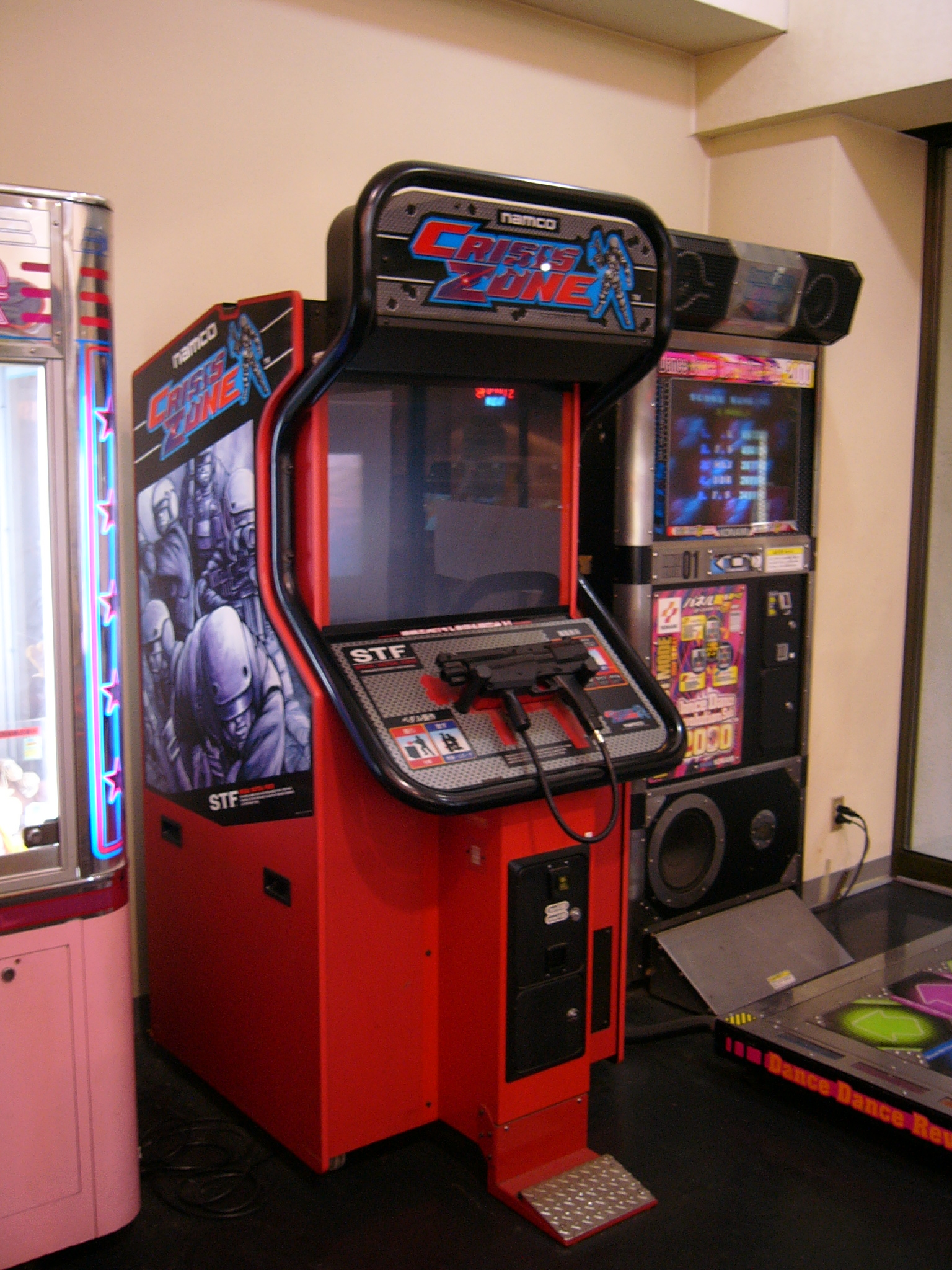
クライシスゾーン専用筐体

『クライシスゾーン』は、ナムコ（後のバンダイナムコアミューズメント）が発売したアーケードガンシューティングゲーム。タイムクライシスシリーズの第3作目。

## 概要
タイムクライシスシリーズの外伝作品にあたり、シリーズ第2作の『タイムクライシス2』と同様の『撃って隠れる』やシーン毎の制限時間制が採用されているが、VSSEやワイルド・ドッグは登場しない。プレイヤーが使用する武器も、装弾数9発のハンドガンからシリーズ初となる装弾数40発のサブマシンガンを採用。マシンガンならではの連射と振動するガンコントローラーを用い、敵兵や障害物を薙ぎ倒したり、吹き飛ばしたりといった爽快感を重視したゲーム性となっている。今作では一発で倒れない敵が多く登場するためか、敵に体力ゲージが表示されるようになっている。
2004年には日本国外（米国、欧州、韓国）向けに、『TIME CRISIS　CRISIS ZONE』というタイトルでPlayStation 2に移植されたが、日本で発売されることは無かった。ファミ通の発売予定リストに掲載されていたことがあったが、発売中止になったと思われる。

## ストーリー

### 『ガーランド・スクウェア』占拠事件 （アーケード版）
2000年8月、イギリスの首都ロンドン郊外に、外資系電力会社『ガーランド・エレクトリック・インダストリー社』は、百貨店（デパート）の『ドライクリークプラザ』、中央広場の『ガーランドパーク』、そして同社のロンドン支社であり、最先端の技術開発の為の研究機関を設けているオフィスビル『ガーランド・テクノロジーセンター』が存在する複合型都市型施設『ガーランド・スクウェア』を設営した。
ところが、オープンから2ヵ月後の2000年10月16日、ガーランド・スクウェアの全施設を、デリック・リンチが率いる、イギリス政府の反体制を掲げ外資系企業を連続して襲撃している過激派、反英国テロリスト組織『URDA(United Resistance Defense Army)』が占拠、大勢の人質を取り、多額の身代金を要求した。首都ロンドンに極めて近く、外資系の企業が経営する注目のスポットであるガーランド・スクウェアはURDAの格好の標的だったのである。
これに対し、イギリス政府はテロ鎮圧のため、クロード・マクガレン率いるスコットランドヤード（ロンドン警察）の対テロ特殊部隊『Special Tactical Force （STF）』の第1小隊を現場に送り込んだ。
URDAの戦闘員達を次々と殲滅し、施設を逆制圧していくクロード等STFは、ガーランド・スクウェアの地下5kmに隠された秘密、そしてURDAのリーダー、デリック・リンチの目的を知ることとなる。

### 『グラス・マーケット地区』占拠事件 （PS2版オリジナル）
『ガーランド・スクウェア占拠事件』から6か月後の2001年4月、デリック・リンチの副官であり、彼が亡き後新たなリーダーとなったジャレッド・ハンターがSTFへの復讐のため、URDAの残党を再度率いて『グラス・マーケット地区』を占拠。STFのケスラー司令官の娘メリッサを人質に取られてしまう。ケスラー司令官は再度クロード・マクガレン率いるSTF第1小隊を現場に送り込む決断をし、新たなる戦いが繰り広げられることになる。

## ステージ構成

### アーケード版
ドライクリークプラザ（デパートステージ）
様々な商品が陳列するデパートでの銃撃戦。CD店から商品倉庫、工芸品店、スポーツ用品店を経て、最後には、1階の広場で重武装主力戦車と激戦を繰り広げることになる。
ガーランドパーク（広場ステージ）
様々なオブジェや、屋台が並ぶ広場が舞台。数機もの機銃付き小型ジャイロヘリが登場するのはこのステージだけ。終盤では、1機の大型攻撃ヘリと応戦する。
ガーランド・テクノロジーセンター（オフィスビルステージ）
ガーランド・エレクトリック・インダストリー社が、最新技術を研究する為に設立した、ロンドン支社オフィス兼研究所。デスクや機材が並ぶ狭いオフィス内での銃撃戦となる。
事務室→研究室と攻略していくが、道中ではURDA特殊工作員のタイガーとエッズィが行く手を阻む。エレベーターに乗った先にある工事中のフロアで、2人との死闘を展開する。
以上のステージはプレイヤーが行きたいステージを選択、順不同でクリアする。その直後、次に紹介する最終ステージに挑む。なお、同じステージでも後に選ぶと難易度が高くなる。
ゲイザーI（地下原子炉ステージ 最終ステージ）
ガーランド・エレクトリック・インダストリー社が、原子力発電技術の発展の為に、極秘裏に『ガーランド・スクウェア』の地下5kmに設営した実験用原子炉。
その制御室で、URDAのリーダー：デリック・リンチと英国の運命を賭けた最終決戦を繰り広げる。ゲイザー（Geyser）とは、間欠泉、自動湯沸かし器の意味。
なお、アーケード版ではシーン毎の制限時間が難易度設定により異なり、標準設定では35秒であるが、ハード以上で30秒、イージー設定で40秒、ベリーイージー設定で50秒に設定される。PS2版ではモードにより制限時間が異なっており、敵兵の登場数が全体的に増加している等、パターンもアーケード版とは大きく異なっている場面がある。

### PS2版オリジナル
グラス・マーケットストリート（商店街ステージ ステージ1）
様々な商店が並ぶ通りでの銃撃戦。ステージの雰囲気がタイムクライシス2のステージ1やタイムクライシス3のステージ2に似ている。中央広場にて、URDAの新兵器、A-0940と交戦する。
ベルフォルテホテル（ホテルステージ ステージ2）
メリッサが監禁されているホテル。エントランスから突入し、セキュリティエリアからカジノを経由して直通エレベーターにて屋上プールへ向かう。
STFメンバーが屋上プールに到着するとクロードによってメリッサは解放されるが、直後に飛行ユニットを装備したジャレッドと飛行兵の奇襲に遭う。
クリムゾンビーチ（海上ステージ ステージ3）
追い詰められたジャレッドは、飛び降り自殺を装って屋上から飛び降り、武装クルーザーに乗り込み逃走を図る。
彼の逃亡を防ぐため、クロードはメリッサと部下をホテルに残し、ジャレッドを輸送ヘリで追跡、攻撃する。ステージ全体がボス戦となっている特殊なステージ。

## 武器

### メインウェポン
マシンガン（ステアーTMP）
STFに制式採用されている短機関銃で、ゲームの主力武器。装弾数は40発で、ペダルを離して隠れることにより、弾倉を交換して再装填する。
一発の威力は低いものの、トリガーを引きっ放しで連射可能で、その連射速度は非常に速い。PS2版では連射中は画面に白煙のエフェクトが掛かる。
アーケード版ではレーザーサイトが装着されており、現在狙っている箇所が赤く光るようになっているが、PS2版ではガンコンの検知システムの違いから搭載されていない。

### サブウェポン（PS2版スペシャルモードのみ）
PS2版のスペシャルモードでは『タイムクライシス3』と同様の、回避動作中にガンコンのトリガーを引くことで使用する銃を切り替える「ウェポン・セレクト・システム」が導入されている。所持弾数が制限されていたがリロード不要だった『3』のサブウェポンとは異なり、何れのサブウェポンも装弾数が設定されており、隠れることによりリロードする必要がある。
ハンドガン（SIG SAUER P220）
タイムクライシスシリーズ本編のハンドガンに近い性能を持つが、装弾数は8発と、1発少なくなっている。
一発の威力は高いが、連射が出来るサブマシンガンが標準装備である今作では少々扱いが難しい。
ショットガン（レミントンM870）
一度に多数の弾丸を撃ち出す、ストックレスのセミオート散弾銃。装弾数は6発。
複数の弾丸が命中することで至近距離では絶大な威力を発揮する。

### 特殊ウェポン（PS2版スペシャルモードのみ）
PS2版スペシャルモードで隊長戦闘員（黄色）を倒すと行ける特定のポイントでのみ使用可能な武器。
火炎放射器
ドライクリークプラザで使用可能。装弾数はゲージで表示される。
トリガーを引きっ放しで炎を噴射できるが、その間は画面が熱で揺らめくエフェクトが掛かる。
着弾までタイムラグがあり、連射速度や威力も並で、耐久力を持つ敵兵を倒すには少々時間が掛かる。
ミサイルランチャー（M202ロケットランチャー）
ガーランドパークで使用可能。4連装ロケットランチャーを用いて発射するミサイル弾。装弾数は4発。
トリガーを引きっ放しで敵に照準を合わせると、トリガーを引いた後に自動的にその敵を攻撃するホーミング機能を備えている。
発射されたミサイルは直線的に飛んでいき、強力な爆風で広範囲を攻撃できる。
レーザーライフル
ガーランドテクノロジーセンターで使用可能。火炎放射器と同様、装弾数はゲージで表示される。
トリガーを引きっ放しでレーザーを発射できるが、その間は画面に緑色のエフェクトが掛かる。
連射速度はマシンガンと同様だが、こちらの方が着弾までのタイムラグが無く、威力も高い。撃たれている敵兵が一切のリアクションをしない事も特徴。
ガトリングガン（M134 ミニガン）
グラス・マーケットストリートで使用可能。マシンガンを凌ぐほどの恐ろしい速度で銃弾を連射できるガトリング砲。装弾数は60発。
トリガーを引きっ放しで銃弾を連射できるが、その間は画面に白煙のエフェクトが掛かる他、画面自体も激しく揺れる。
威力も非常に高く、高い耐久力を持つ敵兵を一瞬で倒す事ができ、一部障害物の破壊すら可能。
グレネード（M79 グレネードランチャー）
ベルフォルテホテルで使用可能。ストックレスのグレネードランチャーを用いて発射する小型榴弾。装弾数は1発。
発射された榴弾は非常に遅い弾速で山なりに飛んでいき、強力な爆風で広範囲を攻撃できる。

## 登場人物

### STF
STF（Special Tactical Force）とは、スコットランドヤード（ロンドン警察）の誇る、対テロ特殊部隊である。

作中では、クロード・マクガレンが率いる第1小隊がURDAによる『ガーランド・スクウェア占拠事件』及び『グラス・マーケット地区占拠事件』に出動している。
ステアーTMPをベースとしたマシンピストル（サブマシンガン）を標準装備としている。また、ヘルメットに固定搭載されているゴーグル型HUDには、相手の銃口の向きを計測し、それが自分に向いていれば、『クライシスサイト』というロックオンサイトがその相手に表示され、その直後に、相手の銃撃が当たることを報知してくれる（但し、接近攻撃、手榴弾投擲といった、一部の攻撃については表示されない。また、『クライシスサイト』が存在するのは、シリーズでもこの作品だけ）。このゴーグル型HUDの色は、アーケード版では隊長兵（クロード）は赤色で、他の隊員は黄色である。
PS2版ではデザインが変更されており、戦闘服が濃紺から黒、防弾装備がグレーから白、ゴーグル型HUDが黒へと変更されている。
クロード・マクガレン／Claude McGarren（主人公）
イギリス人
対テロ特殊部隊：『STF』第1小隊の隊長兵を務める青年。辣腕を発揮し、十数名程度の少数の部隊で、2つの事件を解決に導いた。
PS2版ではヘルメットを外し、顔を出したスタイルとなっているため、彼の素顔を見る事が出来る。
『グラス・マーケット地区占拠事件』の作戦開始時にはケスラー司令官に対して「娘さんを無事に助けると約束します」と発言するなど、ケスラー司令官とは強固な信頼関係を築いている。
ケスラー司令官／Commander Kessler（主人公の司令官）
イギリス人
STFの司令官。反英国テロリスト組織URDAによる『ガーランド・スクウェア占拠事件』にて、第1小隊を出動させた。
『グラス・マーケット地区占拠事件』では上記の事件後、壊滅したと思われたURDAに娘であるメリッサを誘拐され、再び第1小隊を出動させる。
クロードには全幅の信頼を寄せており、クロードによってメリッサが救出された際には一個人として礼を言っている。
アーケード版の時点で登場していたが、名前が付けられたのはPS2版から。何れも台詞のみの登場で姿は見せない。
メリッサ・ケスラー／Melissa Kessler（司令官の娘）
イギリス人
PS2版で登場するヒロインでSTF司令官の娘。ジャレッド・ハンターがURDAの残党を再度率いてグラス・マーケット地区を占拠した際に捕えられ、ベルフォルテホテル最上階の屋上プールに監禁された。

### URDA（反英国テロリスト組織）
今回の敵となる勢力で、反体制のテロリスト集団。英国を壊滅させる計画を実行せんと、『ガーランド・スクウェア』を占拠する。また、テロリスト組織ではあるが様々な最新兵器を保有しており、『ガーランド・スクウェア占拠事件』ではそれぞれ一台のみだが重武装の主力戦車と大型攻撃ヘリ、数機ものジャイロヘリを使用し、『グラス・マーケット地区占拠事件』では最新技術を用いた多脚ステルス戦車や、ジェットパック、屈折レーザー兵器搭載の武装クルーザーをも使用している。
STFの隊員達と同様に、URDAの戦闘員達もPS2版ではデリックを除きベレー帽を着けていない等、デザインが大幅に変更されている。

#### URDA特殊工作員（ボスキャラクター）
両者とも『ガーランド・テクノロジーセンター』に登場、ボス戦前にも単独で交戦する。
タイガー／Tiger
アメリカ黒人
『虎』という意味のコードネームを持つ、スキンヘッドに赤いベレー帽とゴーグル型HUDを被り、黄色い戦闘服を纏った、身長2mを超す太った巨漢。
テクノロジーセンター内のオフィスに陣取っていた所、換気口から侵入してきたクロード等STFに強襲され、一時撤退する。その後、工事中フロアにて相棒のエッズィと共にSTFと交戦する。
怪力の持ち主であり、大型アサルトライフルのXM29 OICWを片手で使用するが、それ以外にも工事中のフロア内に置いてある様々な資材で殴り付けたり、投げ飛ばしたりする。
クロードの銃撃で昏倒、悪足掻きに手榴弾を投げ付けんとするも、クロードに撃ち落されたエッズィがそこに落下、手榴弾がその場で爆発してしまった。
エッズィ／Edge
アメリカ黒人
『刃の穂先』という意味のコードネームを持つ、スキンヘッドに赤いベレー帽と眼鏡型HUDを被り、緑色の戦闘服を纏った、痩せ型の男。
テクノロジーセンター内の研究室にてクロード等STFを妨害するも反撃され、一時撤退する。その後、工事中フロアにて相棒のタイガーと共にSTFと交戦する。
超人的な素早さとアクロバティックな身のこなしで相手を翻弄し、手甲のように装備する2連装の折り畳み式大型ナイフで斬り付けたり、ナイフを手裏剣のように多数投擲してくる。
最後はクロード等の銃撃で撃ち落とされ、先に倒されたタイガーが手榴弾を投げ付けんとしたところに落下、その手榴弾の爆発に巻き込まれた。
また、PS2版のボス戦直前のデモシーンではエッズィの台詞が変更されており、クロードの名前を以前から知っていた旨の発言をしている。

#### URDA幹部（ボスキャラクター）
デリック・リンチ／Derrick Lynch
アメリカ人
反英国テロリスト組織『URDA』のリーダー。アーケード版の最終ボスで『ガーランド・スクウェア占拠事件』の首謀者。
オールバック（金髪）に赤いベレー帽を被り、モスグリーンの軍服を着た男。『ガーランド・スクウェア』の全施設を占拠し、多くの人質を取り、多額の身代金を要求した。
一部の有用な部下達と共にガーランド・スクウェア地下5kmにある極秘実験用原子炉『ゲイザーI』の制御室に潜伏、地上の部隊がSTFと交戦している隙に原子炉を核爆発、英国を放射能汚染させ、滅亡させる計画を目論む。
どうにか制御室に辿り着いたSTFに対し、大型の鋲を纏めて発射する特殊なショットガン、手榴弾で抵抗するも、部下は全滅させられ、当の本人もSTF隊員全員に蜂の巣にされ、断末魔を上げながら制御室から落下し散った。
暴走した『ゲイザーI』は、核爆発寸前でクロードによって止められ、国家滅亡の危機は回避された。
彼も他の登場人物同様、PS2版ではデザインが変更され、白髪、白髭に緑のベレー帽を被り、白い軍用コートを着た老人風になっており、倒される際後ろのガラスに血が飛び散る描写が追加された。
また、本作の前にリリースされたアーケード版『タイムクライシス2』のスタッフロールの最後に、『DERRICK LYNCH』（デリック･リンチ）という、同姓同名の者の名前が記載されているが、両ゲーム中や公式HP・プレスリリース等、その事に対しての言及は無い。
ジャレッド・ハンター／Jared Hunter
アメリカ黒人
PS2版のみ登場。PS2版の最終ボスで『グラス・マーケット地区占拠事件』の首謀者。
金髪の丸刈りに顔と右肩に刺青を彫っている、上半身裸に緑色の戦闘ズボンを纏った筋骨隆々の男。デリックの元副官であり、彼の遺志を継ぐ為、新たなリーダーとして『URDA』を率いている。
『グラス・マーケット地区』を占拠し、STF司令官の娘ら人質を同地区の『ベルフォルテホテル』に監禁、イギリス当局に収監されているメンバーの解放を要求したが、彼の真の目的はSTFへの復讐であり、英国滅亡計画を再び実行しようとする。
ホテルに辿り着いたクロード等STFを、数十名の部下と共に屋上プールにて待ち受けており、ジェットパックを用いて飛行しながら、手にしたM16ライフルの銃撃と体当たりで攻撃するも部下は全滅し、当の本人も武装解除される。
だが武装解除直後にSTFの目の前で飛び降り自殺を装って、ホテルの真下に停船していた武装クルーザーに乗り込み逃走。その後クロードが搭乗するSTFの輸送ヘリに発見され、最終決戦となる。
クルーザーの武装や本人も狙撃銃を用いてSTFのヘリを攻撃するが、最期はクロードから度重なる銃撃を受けたクルーザーが炎上、クロードを憎らしく見つめながら断末魔を上げ、クルーザーもろとも爆死した。

#### URDA戦闘員（一般兵）
敵兵の名称についての公式発表がないため、外見、役割等から判断した名称で紹介する。ただし、ボスキャラクターと同様に、一般兵もPS2版ではデザインが大幅に変更されている。
一般戦闘員（青服）
水色に近い青色のデジタル迷彩服に、防弾チョッキ、肩当、ガスマスク、黄色いベレー帽を着用しているURDAの戦闘員達。
ブルパップ式のアサルトライフルで銃撃する。また、防弾シールドを装備した者も居るが、こちらは、STFと同じマシンピストルで銃撃してくる。
戦闘員毎に装備の違いはあるが能力に変わりは無く、防弾シールドは他のタイムクライシスシリーズで登場する盾兵と異なり破壊可能。
耐久力も、一発で倒れる者、数発撃ち込んで倒れる者等、多種多様である。また、『ガーランドパーク』にて現れる、ジャイロヘリの操縦も行っている。
あまり攻撃を命中させてこないが、『ゲイザーI』では赤兵並の腕前を持つ者が殆どである。
PS2版ではデザインが大幅に変更され、藍色に近い青の迷彩服に、防弾アーマー、肩当、フェイスマスクにゴーグルを着用し、アーケード版より命中率が上がっている。
耐久力が低い兵士と高い兵士の戦闘服の青色の濃度が異なっており、耐久力が低い兵士は水色の迷彩服に、肩当を装着していない。
また特殊戦闘員を除く兵士の使用銃器も、ブルパップ式のアサルトライフルから通常型のMP5サブマシンガンに変更されている。
一般戦闘員（鈍色服）
鈍色のデジタル迷彩服に、防弾チョッキ、肩当、ガスマスク、黒いベレー帽を着用した戦闘員。ブルパップ式のアサルトライフルで攻撃する。青い服の一般兵よりも耐久力が高い。
PS2版では鈍色の迷彩服に、防弾チョッキ、肘当て、膝当て、防弾ヘルメットと防弾マスクを着用している。銃撃を加えるとマスクが取れ、黒人である事が分かる（アーケード版の一般兵は全員白人）。
一般戦闘員（赤服）
通称『赤兵』。赤いデジタル迷彩服に、防弾チョッキ、肩当、ガスマスク、赤いベレー帽を着用している。
「赤い服の敵兵は、いきなり命中弾を当ててくる」というシリーズの伝統通り、突然現れ攻撃を当ててくる。
アーケード版の『ゲイザーI』では青兵の命中率が高い為か登場しない。
PS2版では色以外は耐久力が高い青服と同じデザインであり、『ゲイザーI』にも追加で配置されている。
強化兵
白いデジタル迷彩服に、防弾チョッキ、肩当、暗視装置が付けられたガスマスク、青いベレー帽を着用し、大型通信機を背負っている前線指揮官。
ブルパップ式のアサルトライフルを使用する他の兵士と異なり、この強化兵のみキャリコ M900サブマシンガンで銃撃してくる。
他の敵と違って機敏に動き回り、銃撃を受けてもひるまず攻撃する。耐久力もかなり高く、タフさに物を言わせて接近し銃で殴りかかってくることもある。
出現数は少ない。最終ステージの『ゲイザーI』で多く登場するが、耐久力はやや低めに設定されている。
PS2版では大幅にデザインが変更され、黒の戦闘服に白い防弾プロテクターと防弾ガスマスクを着用している。使用銃器もMP5サブマシンガンに変更されている。
特殊戦闘員
銃でなく、ナイフか手榴弾での攻撃を行う戦闘員。黒い戦闘服、赤いベレー帽、ガスマスク、暗視装置、防弾チョッキを着用している。
- ナイフ

突然目の前に現れ、マチェット（山刀）のような大型ナイフで斬り付けてきたり、トリッキーな動きで翻弄しながらナイフを投げたりする。
ナイフは撃ち落とすことができず、手榴弾の場合と異なり、命中するナイフはクライシスサイトが出る。
- 手榴弾

手榴弾を投擲する。手榴弾はナイフと違い撃ち落とせるものの、命中する場合でも投げつける際にクライシスサイトは出ない。
飛行兵
PS2版のみ登場する敵兵。黒の戦闘服に、白い防弾プロテクター、肩当、防弾酸素マスクを着用している。
背中に飛行装置を装備して飛びながらサブマシンガンで銃撃してくる。耐久力及び命中率も比較的高い。
強化兵（黄色）
PS2版のスペシャルモードのみに登場。一般強化兵同様に耐久力が高い。
倒すと特殊ウェポンが使用可能な別ルートに行くことが可能であるが、少し経つと画面から消えてしまう。取り逃がした場合は通常ルートで進行する。
一般戦闘員（黄色服）
PS2版のステージトライアルモードにのみ登場する敵兵。画面に現れてもすぐに消えてしまう兵士で、倒すとスコア又はタイムボーナスがもらえる。

## 登場兵器
重武装主力戦車
ドライクリークプラザで最後に交戦する、爆発反応装甲を纏った重武装の主力戦車で、外見はM2ブラッドレー歩兵戦闘車に類似している。派手に壁とSTF隊員を吹っ飛ばして登場する。
主武装は強力な威力の主砲、砲塔上部の小型ガトリング砲、砲塔の両側面の大型ミサイルランチャー、車体側面銃眼の機銃で、後方には小型ミサイルのVLS（垂直発射装置）を装備。
それらが破壊されると車体後部の貨物室に二門搭載された大型ガトリング砲で攻撃してくる。最後はクロード等の銃撃によって武装を悉く破壊され爆散した。
大型攻撃ヘリコプター
ガーランドパークで交戦する、URDA保有の大型攻撃ヘリコプターで、機種はアーケード版では黒色のRAH-66 コマンチ、PS2版では茶色のMi-24ベースの架空機。
機関砲の掃射の他、一度に8発もの対戦車ミサイルをこちらに放ってくる。また、胴体の兵器倉には、2発の大型ミサイル、小型投下爆弾を搭載している。
橋を破壊した後はブレードを用いた体当たりや至近距離でのミサイル攻撃など強引な攻撃も行ってくる。最後はクロード等の銃撃によって操縦不能になり郊外へ墜落・爆発した。
ジャイロヘリ
ガーランドパークにて数機現れる、URDA保有の小型ジャイロヘリ。機銃を装備している。
2人乗りかつ簡素な構造であり、耐久力が低い。よく見ると、一般戦闘員（青服）が搭乗、操縦している様子が見られる。
黄緑色のジャイロヘリが多く登場する。終盤では、二機の赤い塗装のジャイロヘリが登場しており、黄緑色のジャイロヘリよりも、多少手強い。
PS2版では全面に装甲が施されたデザインに変更され、完全な1人乗りになった。また、塗装パターンも1パターンのみに変更している。
ガンカメラ
ガーランドテクノロジーセンターの研究室で登場する、機銃付きの武装防犯用監視カメラ。元から存在するものを奪取したのか、施設を占拠したURDAによって仕掛けられたのかは不明。
天井裏の通気口（ダクト）から出現し、銃撃してくる。命中率は結構高い。本体に撃ち込むか、本体の上から延びているコード付きアームを撃つことで破壊できる。
輸送ヘリコプター
STFが所有するタンデムローターの大型輸送ヘリコプターで、V-107をデフォルメしたような外見となっている。
『グラス・マーケット地区占拠事件』にて、クロード等がURDAが占拠するグラス・マーケットストリート地区への降下、及びクルーザーで逃走するジャレッドの追跡に使用した。
無人ステルス戦車　A-0940
グラスマーケットストリートにて交戦する、URDAの主力無人戦車。前述の重武装主力戦車と違い、大型のミサイルランチャーを主な武器としている。他にレーザー砲及び機銃も装備。
分類上は戦車であるが、キャタピラの代わりに逆関節型の脚部が4本存在し、四足歩行またはホバー走行で移動する。序盤ではステルス迷彩が施されている為姿が確認しづらいが、輪郭がうっすらと浮かび上がっているため、完全に見えないわけではない。
ちなみに登場の仕方も派手に登場した前述の重武装主力戦車とは対照的で、ステルス迷彩を生かし完全に風景と一体化した状態でクロードにミサイルを放ってきた。
ステルス迷彩は一定量のダメージで剥がれる。最後はクロード等の銃撃で爆発し機能を停止した。
飛行ユニット
ベルフォルテホテルで登場したジャレッドとその部下が装備しているジェットパック。様々な衝撃を軽減させるプロテクターを装備している為、他の戦闘員より耐久力が若干高い。
ジャレッドは部下と違い胸のプロテクターしか着けていない。飛行装置の性能はかなり高く、最終ステージのクリムゾンビーチでは高速移動中のURDAの武装クルーザーおよび追跡中のSTFのヘリコプターに追いつく性能を保有している。
武装クルーザー
ジャレッドが逃走の際に用意したクルーザーで、バルカン砲や、ミサイル以外に、屈折レーザー兵器を搭載している。最後はジャレッドを乗せたまま彼の断末魔とともに爆散した。